# Hexatoma (Eriocera) indra
Hexatoma (Eriocera) indra is een tweevleugelige uit de familie steltmuggen (Limoniidae). De soort komt voor in het Oriëntaals gebied.